# 奈恩瓦
奈恩瓦（Nainwa），是印度拉贾斯坦邦Bundi县的一个城镇。总人口15172（2001年）。

## 人口
该地2001年总人口15172人，其中男性7944人，女性7228人；0—6岁人口2443人，其中男1313人，女1130人；识字率60.51%，其中男性为72.17%，女性为47.69%。